# 曼哈頓奇緣
《曼哈頓奇緣》（英語：Enchanted）是一部於2007年上映的美國電影，由華特迪士尼工作室電影發行（該作亦為迪士尼正式停用「博偉」品牌作為發行名稱後的第一部電影）。本片特色在於將傳統2D動畫童話故事中的公主帶入現實的紐約市，跨越兩個世界以及公主的「水土不服」成為一大賣點。2007年11月21日自美國上映後大受好評，成為截至2007年史上感恩節電影票房第2名。在臺灣、香港則以賀歲新片方式，於2008年正月初一上映。美国和加拿大收獲1.27亿，全球累计3.4亿美元，为07年度全球票房第15高作品。續集《曼哈頓奇緣2：幸福真諦》於2022年11月18日在Disney+上線。

## 剧情
吉賽兒是安達拉西亞王國的女子，那裡所有的小動物會說話，未結婚的少女會以美好的歌謠對男子求愛，而幸運的她在森林漫步時以一首十分優美的求愛歌謠邂逅了夢中情人愛德華王子，兩人決定馬上成親完婚。不過由於愛德華王子的繼母娜麗莎皇后長年担心自己權力會受到威脅，因此故意阻撓兒子的爱情與婚姻，於是在婚禮當天早上，娜麗莎皇后假扮成老嫗将吉賽兒推下一口許願池中。吉賽兒因此以真人形態進入到當今的纽约市曼哈顿，之後她與離婚的律師羅伯及其六歲女兒摩根相識並暫住在他家。
隔天早晨醒來吉賽兒便呼喚動物（鴿子、老鼠、蒼蠅、蟑螂......）來幫忙打掃，掃完後就跑去洗澡。羅伯被女兒叫醒後看到一堆動物嚇了一大跳趕緊將牠們趕走。聽見水聲走進浴室剛好看見鴿子在幫吉賽兒圍浴巾，看見蓮蓬頭出水而興奮的吉賽兒不小心撞倒了羅伯，剛好被進門的羅伯女友南茜看到，南茜不聽解釋就跳上計程車離開。
羅伯將吉賽兒帶回律師事務所，要秘書想辦法送她回家，但秘書完全不知道安達拉西亞到底在什麼地方，也問不到任何航空或旅遊公司曾聽過這個地名。吉賽兒聽到有客戶要離婚難過的留下眼淚，畢竟童話世界沒有這麼殘酷的名詞，此舉卻惹得客戶不滿，也讓上司不高興。
羅伯帶著吉賽兒來到公園，給她一些錢要她自己想辦法回去。吉賽兒不想造成別人的困擾，乖乖的答應離去。看到吉賽兒把錢給了路邊的老婆婆，羅伯還是追了過去，不忍心看這樣一個天真的人無主遊蕩。此時愛德華王子为寻找愛人携带吉賽兒的寵物朋友花栗鼠皮普一起来到纽约市，但皮普卻失去說話的能力。随后娜麗莎皇后命令僕人老奈攜帶毒苹果去找吉賽兒，打算毒死她。老奈先讓王子留在旅館，接著喬裝成小販毒害吉賽兒，但吉賽兒在聽到羅伯現實的愛情觀之後開始歌舞勸他要大膽表達心中的愛意，此舉不小心甩掉了毒蘋果。吉賽兒編了個花環要兩隻鴿子送去給南茜。南茜收到花非常的開心，也答應參加花圈上面所提到的舞會。
羅伯為了表達謝意帶吉賽兒去吃晚餐，老奈又調了一杯蘋果毒酒企圖毒害吉賽兒，幸好花栗鼠即時趕到阻止了一切，但牠也不小心被甩進了一個空瓶裡。在電視上看到吉賽兒的王子跑向上面的住址，一間間的想要找尋吉賽兒。隔天早晨也真的找到了羅伯家。他想跟她合唱一曲，吉賽兒卻想著其他的事情而沒有唱歌。王子急著要帶吉賽兒回去結婚，但吉賽兒希望王子學習人類的做法才能先跟她約會。兩人來到橋邊，王子似乎不太適應現實的生活，催著吉賽兒回去，吉賽兒則說她出她最後的願望「參加舞會」，王子聽到她舞會結束後就願意回去便欣然同意。
由于老奈没有完成毒殺吉賽兒的任务，最后娜麗莎皇后親自来到曼哈顿。在舞会上趁著王子去幫吉賽兒拿外套時变成老嫗讓吉賽兒咬了一口最後的毒蘋果，吉賽兒因此中毒並有性命之憂。娜麗莎皇后準備帶著吉賽兒離去時，王子剛好回來發現後，將吉賽兒放置在沙發上。娜麗莎說吉賽兒只是昏倒沒有大礙，終於發現只是被利用的老奈趕到揭穿了她的詭計。羅伯想到吉賽兒曾提過真愛之吻的力量最為至高，王子趕緊趨前卻怎麼也吻不醒吉賽兒。午夜12點的鐘聲快要結束，王子跟南茜都鼓勵羅伯去吻吉賽兒。羅伯的一吻剛好吻在第十二聲上，吉賽兒的臉恢復了血色，也回吻了羅伯。憤怒的娜麗莎變成巨龍抓走羅伯爬向屋頂，在吉賽兒和皮普的聯手攻擊下娜麗莎被摔死，羅伯也得救，羅伯與吉賽兒幸福地擁吻。大樓裡面傷心的南茜坐在地上，王子則拿起吉賽兒脫掉的一隻鞋給南茜穿，剛好合腳。
最终愛德華王子與南茜回到童话世界完婚；留在現實世界的老奈與童話世界的皮普各成為暢銷作家；而吉賽兒成為羅伯妻子和摩根繼母，她還開了一家名為「安達拉西亞」的服飾店，有許多動物聽候她的差遣一起織造美麗的衣物，從此過著幸福快樂的生活，故事完美結束。

## 演員與配音員
| 配音                  | 配音              | 配音                | 角色                                     |
| 原版                  | 中國大陸          | 香港                | 角色                                     |
| --------------------- | ----------------- | ------------------- | ---------------------------------------- |
| 艾美·亞當斯           | 詹佳 胡維納（唱） | 黃紫藍 謝裕鈴（唱） | 吉賽兒（Giselle）                        |
| 詹姆斯·馬斯登         | 孫燁 賴偉鋒（唱） | 謝天華              | 愛德華王子（Prince Edward）              |
| 蒂莫西·斯波           | 桂楠              | 古明華              | 老奈（Nathaniel）                        |
| 蘇珊·莎蘭登           | 張惠              | 龍寶鈿              | 娜麗莎皇后（Queen Narissa）              |
| 傑夫·本內特 凱文·利瑪 | 翟巍              | 趙增熹              | 小皮（Pip）                              |
| 弗萊德·塔塔索爾       |                   |                     | 精靈（Troll）                            |
| 帕特里克·丹普西       | 郭易峰            | 潘燦良              | 羅伯（Robert Philip）                    |
| 瑞秋·克維             | 王籽蘇            | 李曉晴              | 摩根（Morgan）                           |
| 伊迪娜·曼佐           | 葉露              | 杜雯惠              | 南茜（Nancy Tremaine）                   |
| 佩琪·奧哈拉           |                   |                     | 安琪拉（Angela）                         |
| 茱蒂·班森             |                   |                     | 珊（Sam）                                |
| 朱迪·庫恩             |                   |                     | 帶小孩的孕婦（Pregnant Woman with Kids） |
| 小伊薩·懷特魯克       |                   |                     | 班克斯先生（Mr. Banks）                  |
| 強·麥勞夫林           |                   |                     | 他自己（Himself）                        |
| 朱莉·安德魯斯         |                   |                     | 旁白（The Narrator）                     |

## 視覺效果
曼哈頓奇緣主要視覺效果是Tippett Studio在加州柏克萊（Berkeley）進行製作，共處理了320顆鏡頭，鏡頭包含視覺設計、環境特效和在真人演員旁演出的CG角色，即在《Happy Working Song》的連續鏡頭中的動畫動物，和皮普與巨龍（由娜麗莎皇后所變身而成）在電影中的演出呈現部分。
CIS Hollywood負責36顆視覺效果鏡頭，主要處理將鋼絲移除和合成的工作。
ReelFX製作4顆特效鏡頭，包括開頭和結尾的迪士尼童話故事書的翻越和鏡頭轉換。
全部出現在《Happy Working Song》連續鏡頭裡的動物們，只有老鼠和鴿子在電影中是真實設置，Tippett Studio捕捉真正的動物來創造CG老鼠和鴿子，賦予更加生動的演出，像是鴿子用鳥嘴攫取掃把掃地，或老鼠拿牙刷刷洗馬桶。反之，全部的蟑螂則都是CG處理。

## 獎項
| 獎項               | 類別                                 | 受獎者                                     | 結果 |
| ------------------ | ------------------------------------ | ------------------------------------------ | ---- |
| 奧斯卡金像獎       | 最佳原創歌曲 《Happy Working Song》  | 亞倫·孟肯（作曲），史蒂芬·施沃茨（作詞）   | 提名 |
| 奧斯卡金像獎       | 最佳原創歌曲 《So Close》            | 亞倫·孟肯（作曲），史蒂芬·施沃茨（作詞）   | 提名 |
| 奧斯卡金像獎       | 最佳原創歌曲 《That's How You Know》 | 亞倫·孟肯（作曲），史蒂芬·施沃茨（作詞）   | 提名 |
| 最佳影評人獎       | 最佳女演員                           | 艾美·亞當斯                                | 提名 |
| 最佳影評人獎       | 最佳作曲者                           | 亞倫·孟肯                                  | 提名 |
| 最佳影評人獎       | 最佳家庭電影                         |                                            | 獲獎 |
| 最佳影評人獎       | 最佳歌曲 《That's How You Know》     | 艾美·亞當斯（演唱）                        | 提名 |
| 金球獎             | 最佳女演員 - 音樂喜劇類              | 艾美·亞當斯                                | 提名 |
| 金球獎             | 最佳原創歌曲《That's How You Know》  | 亞倫·孟肯（作曲），史蒂芬·施沃茨（作詞）   | 提名 |
| 鳳凰城影評人協會獎 | 最佳家庭電影                         |                                            | 獲獎 |
| 金衛星獎           | 最佳女演員 - 音樂喜劇類              | 艾美·亞當斯                                | 提名 |
| 金衛星獎           | 最佳視覺效果                         | Thomas Schelesny，Matt Jacobs，Tom Gibbons | 提名 |
| 土星奬             | 最佳女主角                           | 艾美·亞當斯                                | 獲獎 |

## 迪士尼致敬
曼哈頓奇緣致敬了許多經典迪士尼動畫和真人電影，電影製作刻意地將一些場景、事件和對話特別與迪士尼經典電影橋段做為呼應。
最常見的致敬是效法白雪公主、仙履奇緣和睡美人，以童話故事書的開頭作為開場。
曼哈頓奇緣中部分角色的命名將過去迪士尼的配音員們的名字暗藏其中，例如片中新聞記者的名字「Mary Ilene Caselotti」，分別參考了睡美人（"Mary" Costa）、灰姑娘（"Ilene" Woods）和白雪公主（Adriana "Caselotti"）的配音員名字。除此之外男主角羅伯的姓氏「Philip」也是睡美人中男主角的名字。
在電影結尾中當吉賽兒咬下毒蘋果倒下，而「真愛之吻」則扮演很重要關鍵的部分。這是參考白雪公主和睡美人從詛咒中喚醒的唯一方法，也就是親吻她們。
最後在高樓頂端的決戰場面是向睡美人、小美人魚和美女與野獸中相似高潮段落致敬。這些場景都帶著藍色色調伴隨著雷雨交加，男主角（或女主角）手持劍柄和壞蛋魔頭奮鬥，當反派角色企圖將男主角丟下高樓，最後往往自取滅亡，而男主角終於獲救。

## 音樂
官方電影原聲帶由華特迪士尼唱片於2007年11月20日發行上市，內容包含5首電影原創歌曲和其他電影配樂共15首。
原聲帶音樂為Blake Neely編寫管弦樂曲，由Michael Kosarin指揮好萊塢交響樂團（Hollywood Studio Symphony）所演奏。
幾首歌曲中《Ever Ever After》有製作歌曲MV，但並未發行單曲。
| 英文原版                                             | 中國中文版                                                          | 香港粵語版                        |
| ---------------------------------------------------- | ------------------------------------------------------------------- | --------------------------------- |
| True Love's Kiss 演唱：Amy Adams, James Marsden      | 真爱 演唱：胡维纳、赖伟峰、赵靖                                     | 真心吻 演唱：謝裕鈴、謝天華       |
| Happy Working Song 演唱：Amy Adams                   | 劳动之歌 演唱：胡维纳                                               | 洗乜都唱歌 演唱：謝裕鈴           |
| That's How You Know 演唱：Amy Adams, Marlon Saunders | 她怎知道 演唱：胡维纳、刘宇桐                                       | 越愛越講 演唱：謝裕鈴、趙增熹     |
| So Close 演唱：Jon McLaughlin                        | 靠近 演唱：张石荻                                                   | 多遠在於多近 演唱：陳啟泰、潘燦良 |
| Ever Ever After 演唱：Carrie Underwood               | 很久很久以后 演唱：胡维纳、刘宇桐 袁雅维、李潇潇、戈非 赵靖、张石荻 | 我知道未完 演唱：沈鳳             |

### 發行音樂
電影原聲帶《曼哈頓奇緣電影原聲帶》於2007年11月20日在美國發行。
1. "True Love's Kiss"（艾美·亞當斯和詹姆斯·馬斯登）– 3:13
2. "Happy Working Song"（艾美·亞當斯）– 2:11
3. "That's How You Know"（艾美·亞當斯和馬隆·桑德斯（Marlon Saunders））– 3:49
4. "So Close"（強·麥勞夫林（Jon McLaughlin））– 3:49
5. "Ever Ever After"（卡麗·安德伍（Carrie Underwood））– 3:31
6. "Andalasia" – 1:47
7. "Into the Well" – 4:42
8. "Robert Says Goodbye" – 3:16
9. "Nathaniel and Pip" – 4:03
10. "Prince Edward's Search" – 2:24
11. "Girls Go Shopping" – 1:41
12. "Narissa Arrives" – 1:34
13. "Storybook Ending" – 10:44
14. "Enchanted Suite" – 4:36
15. "That's Amore"（詹姆斯·馬斯登）– 3:07

## 發行

### 評價
爛番茄根據189條評論，獲得93%的新鮮度，平均得分7.3／10，網站影評家共識寫道：「對童話故事的巧妙重新想像，肯定會讓兒童和成人感到高興，《曼哈頓奇緣》以詼諧的對話、清晰的動畫和艾美·亞當斯的明星轉身為特色。」。在Metacritic上，電影根據32條評論獲得了75分，代表「普遍好評」。

### 票房
| 上一届： 《魔戰王：貝奧武夫》 | 2007年全美週末票房冠軍 11月25日、12月2日 | 下一届： 《黃金羅盤》 |

## 外部連結
- 臺灣官網 （繁體中文）
- 香港官網 （繁體中文）
- 互联网电影数据库（IMDb）上《魔法奇緣》的资料（英文）
- 爛番茄上《魔法奇緣》的資料（英文）
- Metacritic上《魔法奇緣》的資料（英文）
- Box Office Mojo上《魔法奇緣》的資料（英文）
- AllMovie上《魔法奇緣》的资料（英文）
- 開眼電影網上《曼哈頓奇緣》的資料（繁體中文）
- Yahoo奇摩電影上《曼哈頓奇緣》的資料（繁體中文）
- 豆瓣电影上《曼哈頓奇緣》的資料 （简体中文）
- 时光网上《曼哈頓奇緣》的資料（简体中文）